# 夜尿症
夜尿症（Nocturia， 由拉丁文nox, night，和希腊文 [τα] ούρα, urine 演变而来），它指夜晚需要起床排尿，因此打断睡眠的症狀。在孕妇和老年人身上比较多见。夜尿症可能仅仅是因为睡前饮用了过多液体造成（於青少年比较多见），也可能是其他更严重的疾病的症状，比如睡眠呼吸暂停、甲状腺功能亢进症、慢性肾功能衰竭、尿失禁、膀胱感染、间质性膀胱炎、糖尿病、充血性心脏衰竭、良性前列腺增生症、盆腔输尿管交界处梗阻或前列腺癌等。